# Leucorchestris arenicola
Leucorchestris arenicola là một loài nhện trong họ Sparassidae.
Loài này thuộc chi Leucorchestris. Leucorchestris arenicola được George Newbold Lawrence miêu tả năm 1962.